# Georges Courteline
Georges Courteline, właśc. Georges Victor Marcel Moinaux (ur. 25 czerwca 1858, zm. 25 czerwca 1929) – francuski dramaturg i prozaik.
Zasłynał jako autor fars, które charakteryzowały się dużymi pokładami komizmu (m.in. Bouboroche z 1893). Był też autorem powieści i opowiadań, gdzie w satyryczny sposób ukazywał ówczesne społeczeństwo.